# Aspila flavigera
Aspila flavigera là một loài bướm đêm trong họ Noctuidae.